# Monument historique

Logo (das Labyrinth der Kathedrale von Reims)

Verbreitung von Monuments historiques

In Frankreich ist die Einstufung als monument historique (historisches Denkmal) eine Maßnahme, um ein aufgrund seiner Geschichte oder Architektur bemerkenswertes Bauwerk als Denkmal zu schützen. Das anerkannte öffentliche Interesse bezieht sich dabei auf die historische oder kunstgeschichtliche Bedeutung des Monuments.
Die Einstufung kann sich auch auf bewegliche Objekte beziehen, zum Beispiel Möbel oder Objekte, die einer bestimmten Umgebung zugeordnet sind, an denen ein historisches Interesse besteht, wie Glocken, Kelche oder Türbeschläge.

## Definition alsClasséoderInscrit
Es gibt zwei Stufen von Schutzmaßnahmen:
1. Classé: unmittelbare und sehr restriktiv gehandhabte Klassifizierung als Monument historique
2. Inscrit: Eintrag in das Verzeichnis der Monuments historiques

Der Unterschied zwischen den beiden Schutzstufen liegt im Wesentlichen
- in den größeren Vergünstigungen, die den Eigentümern des klassifizierten Denkmals gewährt werden (Subventionen, steuerliche Anreize …), und
- in der größeren Freiheit, die den Eigentümern des eingetragenen Denkmals zugestanden wird, zum Beispiel bei der Wahl des Architekten.

## Code du patrimoine
In Frankreich werden die Einordnung und Eintragung durch den Titel II des Code du patrimoine geregelt, der das Gesetz von 25. Februar 1943 formal ersetzt und inhaltlich modernisiert, das wiederum ein Gesetz vom 31. Dezember 1913 modifizierte und ein so genanntes Blickfeld (Champ de visibilité) von 500 Metern in das französische Recht aufnahm. Das heißt, dass jede Landschaft und jedes Gebäude in diesem Umkreis ebenfalls besonderen Regeln unterworfen sind, insbesondere, was die Um- oder Neugestaltung betrifft. Das Gesetz bestimmt, dass jede Immobilie zum Champ de visibilité gehört, die vom Denkmal aus oder gleichzeitig mit dem Denkmal zu sehen ist und sich in einem Abstand – der der Rechtsprechung nach ein Umkreis um das Denkmal ist – von höchstens 500 Metern befindet.

## Geschichte
Die Arbeit an der Inventarisierung der Monuments historiques begann in Frankreich von Seiten des Staates bereits 1830 mit der Ernennung von Ludovic Vitet zum Inspecteur général des monuments historiques (Generalinspekteur der historischen Monumente). Ihm folgte 1834 der Poet Prosper Mérimée, der in ständigem Kontakt zum Beispiel mit dem Archäologen Jules Quicherat oder dem Architekten Eugène Viollet-le-Duc stand.
1851 initiierte die commission des monumentes historiques mit der Mission heliographique eine fotografische Erkundung.

## Anzahl der Einträge in den Datenbanken des französischen Kulturerbes
Stand: 27. Dezember 2021
| Datenbank                       | Denkmalgeschützt Monument historique | Vorläufiges Inventar Pré-inventaire | Alle Einträge |
| ------------------------------- | ------------------------------------ | ----------------------------------- | ------------- |
| Architektur Base Mérimée        | 45.905                               | 274.738                             | 324.426       |
| Bewegliche Objekte Base Palissy | 274.840                              | 243.032                             | 521.860       |

Zuständig dafür ist das Kulturministerium, das diese und andere Datenbanken unterhält.

## Einstufung
Die Einstufung kann von Jedem in Gang gesetzt werden, von öffentlichen Stellen genauso wie von privaten, insbesondere von den Eigentümern. Bevorrechtigter Ansprechpartner bei der Einstufung und der Kontrolle der Einhaltung der Richtlinien bei aufgenommenen Objekten ist das corps des Architectes des Bâtiments de France (ABF).
Das Einstufungsdossier wird üblicherweise von Personen angelegt, die der Direction régionale des affaires culturelles (DRAC) im Amtsbereich des Kulturministeriums angehören. Es besteht aus einem Dokumentationsteil, der detaillierte Informationen zum Gebäude (Geschichte, städtebauliche Situation, juristische Fakten) enthält, sowie Fotos und Plänen.
Das erstellte Dossier wird der Commission régionale du patrimoine historique, archéologique et ethnologique (COREPHAE) zur Stellungnahme unterbreitet, die aus 30 Personen unter dem Vorsitz des Präfekten der Region besteht.
Der Präfekt verfasst eine Verordnung zur Aufnahme des Objektes in die Liste und gibt das Dossier anschließend ans Ministerium weiter. Die dortige Commission supérieure des monuments historiques hat nun zwei Möglichkeiten: die Aufnahme in die Liste der klassifizierten Objekte oder, falls das nicht in Frage kommt, einen Eintrag ins inventaire supplémentaire vorzuschlagen. Die endgültige Entscheidung liegt beim Minister.

## Folgen der Einstufung
- Für jede Änderung an einem derart eingestuften Gebäude muss der Eigentümer vier Monate vor Beginn der Arbeiten dem Präfekten einen Antrag mit detaillierten Angaben zu den vorgesehenen Arbeiten vorlegen.
- Das Gebäude darf weder abgerissen noch bewegt werden, weder in Teilen noch im Ganzen.
- Es darf nicht verkauft, vererbt, vermacht usw. werden, ohne den Minister im Voraus zu unterrichten.
- Neukonstruktionen dürfen ohne Zustimmung des Ministers nicht gebaut werden.
- Es wird eine Schutzzone mit einem Radius von 500 Metern um das Gebäude eingerichtet.

## Erhaltungsmaßnahmen und Bauvorhaben in der Umgebung
Arbeiten zur Erhaltung des Gebäudes, zur Reparatur und Restaurierung können vom Staat finanziell unterstützt werden, was Unterstützungen aus anderen Quellen nicht ausschließt. Die genehmigten Arbeiten an einem geschützten Gebäude werden vom Eigentümer unter Mitwirkung von Architekten und Bauunternehmern seiner Wahl ausgeführt. Die Unterstützung des Staates ist auf 40 Prozent der Gesamtkosten beschränkt.
Die genehmigten Arbeiten an einem geschützten Bauwerk werden von der Verwaltung beaufsichtigt. Bei einer finanziellen Unterstützung durch den Staat ist der Rückgriff auf einen leitenden Architekten, der mit den historischen Gebäuden der Region vertraut ist, obligatorisch.
Neubau, Restaurierung und Abriss von Gebäuden innerhalb des Champ de visibilité erfordern die vorherige Zustimmung des Architecte des bâtiments de France (ABF). Es ist in der Praxis unerheblich, ob diese Maßnahmen vom Monument Historique aus wirklich gesehen werden können oder nicht; sobald es im Bereich der Schutzzone liegt, liegt die absolute Entscheidungsgewalt beim ABF.
Dies hat weitreichende Konsequenzen für alle Bauvorhaben in der Umgebung:
- Der Zeitraum zur Erteilung einer Baugenehmigung kann von 2 auf 6 Monate verlängert werden.
- Die Entscheidung des zuständigen Architekten bei ABF ist ausschlaggebend, auch wenn diese subjektiv erscheint.
- Die einzige aussichtsreiche Einspruchsmöglichkeit gegen die Entscheidung des ABF ist eine Beschwerde beim Präfekten.